# Холмівка (Борисовський район)
Холмівка (біл. вёска Халмоўка) — село в складі Борисовського району Мінської області, Білорусь. Село підпорядковане Мстижській сільській раді, розташоване в північно-східній частині області.